# Rheinbach
Rheinbach település Németországban, azon belül Észak-Rajna-Vesztfália tartományban. Lakosainak száma 27 238 fő (2023. december 31.). Rheinbach Swisttal, Alfter, Meckenheim, Euskirchen, Bad Münstereifel és Altenahr községekkel határos.

## Népesség
A település népességének változása:
| Lakosok száma | 21 364 | 23 123 | 27 224 | 27 124 | 27 063 | 26 831 | 27 102 | 27 238 |
|               | 1975   | 1991   | 2015   | 2017   | 2019   | 2021   | 2022   | 2023   |